# Felice Anerio

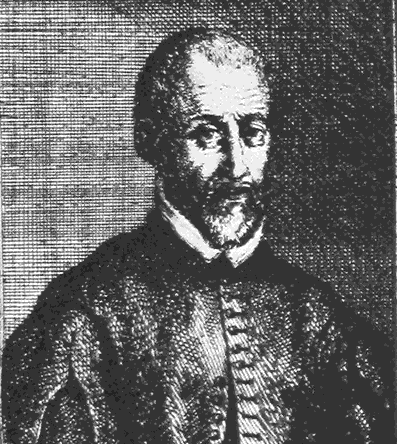
Felice Anerio.

Felice Aniero, född 1560 och död 1614, var en italiensk kompositör, bror till Giovanni Francesco Anerio.

## Biografi
Anerio blev 1594 Palestrinas efterträdare som kompositör vid det påvliga kapellet. Aniero var en produktiv, högt begåvad kompositör av den romerska skolan, elev till Giovanni Maria Nanini och Palestrina, till vilkens stil han slöt sig. Han deltog i redaktionen av den gregorianska sångens Medicæupplaga.